# Unonopsis bullata
Unonopsis bullata är en kirimojaväxtart som beskrevs av Paulus Johannes Maria Maas och George Edward Schatz. Unonopsis bullata ingår i släktet Unonopsis och familjen kirimojaväxter. Inga underarter finns listade i Catalogue of Life.